# رايس أوين كلارك
رايس أوين كلارك (بالإنجليزية: Rice Owen Clark)‏ هو شخصية أعمال نيوزيلندي، (و. 1816  م).